# 4. korpus (Avstro-Ogrska)
4. korpus (izvirno nemško 4. Korps) je bil korpus avstro-ogrske kopenske vojske, ki je bil aktiven med prvo svetovno vojno.

## Zgodovina
Ob pričetku prve svetovne vojne je bil korpus zadolžen za področje Madžarske.
Naborni okraj korpusa je obsegal: Budimpešto, Kaposvár, Kecskemét, Pécs, Szabadka, Székesfehérvár, Szolnok, Újvidék in Zombor

## Organizacija
April 1914
- 31. pehotna divizija
- 32. pehotna divizija
- 10. konjeniška divizija
- 4. poljskoartilerijska brigada
- 2x trdnjavska artilerijska četa
- 4. oskrbovalna divizija

## Poveljstvo
Poveljniki (Kommandanten)
- Ignaz von Legeditsch: november 1849 - avgust 1852
- Edmund zu Schwarzenberg: junij 1853 - januar 1856
- Eduard von und zu Liechtenstein: januar 1856 - marec 1857
- Ludwig von Benedek: marec 1857 - april 1859
- nadvojvoda Karl Ferdinand Avstrijski: april 1859 - maj 1866
- Tassilo Festetics von Tolna: maj - julij 1866
- nadvojvoda Jožef Avstrijski: julij - september 1866
- Karl von Bienerth: avgust - oktober 1878
- Leopold von Edelsheim-Gyulai: januar 1883 - julij 1886
- Nikolaus Pejacsevich von Veröcze: julij 1886 - julij 1890
- Rudolf von Lobkowitz: september 1890 - oktober 1905
- Alexander von Üxküll-Gyllenband: november 1905 - oktober 1908
- Hubert von Czibulka: december 1908 - november 1909
- Viktor Schreiber: september 1909 - september 1912
- Karl Tersztyánszky von Nádas: september 1912 - maj 1915
- Albert Schmidt von Georgenegg: maj 1915 - avgust 1916
- Theodor von Hordt: avgust 1916 - avgust 1917
- Alois von Schönburg-Hartenstein: avgust 1917 - januar 1918
- Josef Hrozny von Bojemil (v.d.): januar - februar 1918
- Theodor Bekic von Bovic (v.d.): februar - marec 1918
- Alois von Schönburg-Hartenstein: marec - julij 1918
- Arpád Tamásy von Fogaras:  julij - november 1918

Načelniki štaba (Stabchefs)
- Alfred von Henikstein: november 1849 - avgust 1852

- ukinjen
- Josef Weber: junij 1853 - junij 1854
- Franz Innerhofer von Innhof: junij 1854 - avgust 1855
- Ludwig Van Crasbek und Wiesenbach: september 1855 - april 1859
- Ludwig Fröhlich von Elmbach: april 1859 - oktober 1862
- Albert Knebel von Treuenschwert: oktober 1862 - maj 1866
- Siegmund Görtz von Zertin: maj - julij 1866
- Ludwig Sembratowicz (v.d.): julij 1866

- ukinjen
- August Neuber: julij - september 1866

- ukinjen
- Hans von der Schulenburg: avgust - oktober 1878

- ukinjen
- Franz Watteck von Hermannshort: januar 1883 - oktober 1884
- Heinrich Daublebsky von Sterneck: oktober 1884 - april 1891
- Franz Steinitzer: april 1891 - junij 1895
- Gustav von Jahl: junij 1895 - april 1899
- Viktor von Koller: april 1899 - april 1904
- Gustav Schay: april 1904 - marec 1910
- Julius Melion: marec 1910 - september 1912
- Adalbert Dáni von Gyarmata: september 1912 - maj 1915
- Heinrich von Salis-Samaden: maj - junij 1915
- Erik von Merizzi: junij 1915 - april 1917
- Ernst Hittl: april 1917 - julij 1918
- Akusius Kárpáthy: julij - november 1918